# Lobautunnel
Der Lobautunnel ist ein geplantes Bauprojekt, das aus einem circa 8,2 km langen, zweiröhrigen Straßentunnel unterhalb des Nationalparks Donau-Auen bei Wien im Bereich der Lobau bestehen soll. Der Tunnel ist ein zentrales Element der geplanten ca. 19 km langen Ostumfahrung der Bundeshauptstadt, also des Streckenabschnitts Schwechat–Süßenbrunn der Wiener Außenring Schnellstraße (S1) und damit letzten Teilstücks des etwa 200 Kilometer langen Regionenringes um die Stadt Wien. Am 1. Dezember 2021 kündigte die zuständige Verkehrsministerin Leonore Gewessler nach einer Evaluation des Projekts an, dass der Bau des Tunnels nicht weiter verfolgt wird. Ausschlaggebend für diese Entscheidung waren die gemäß Gutachten fragwürdige Verkehrsentlastung sowie das aufgrund des Klimawandels als nicht mehr zeitgemäß angesehene Projekt. Der Wiener Bürgermeister Michael Ludwig (SPÖ), die ÖVP und die FPÖ kritisierten die Entscheidung als Schlag gegen die Bevölkerung. Im Februar 2025 wurde eine Strategische Prüfung Verkehr veröffentlicht, in der eine endgültige Absage des Abschnitts Schwechat-Süßenbrunn empfohlen wird. Gewesslers Nachfolger Peter Hanke kündigte 2025 an, das Projekt erneut aufzuarbeiten.

## Hintergrund
Die Straßen im nordöstlichen Wiener Stadtgebiet sind ausgelastet, während von der Stadt die Stadtentwicklung in den Gebieten forciert wird. Deswegen wurde rund um das Jahr 2000 diskutiert, wie eine Entlastung durch eine weitere Donauüberquerung erreicht werden könne. Mehrere Varianten wurden geprüft, wobei der Mobilitätsforscher Heinz Högelsberger der TU Wien im Nachhinein den Prozess so darstellt, als wäre durch politischen Kompromiss die schlechteste Lösung zur präferierten geworden. Um die unterschiedlichen Positionen der beiden in der Stadtregierung vertretenen Parteien SPÖ, die den Bau in der verfolgten Variante befürwortete, und Grüne, die dagegen waren, abzubilden, wurden 2016 von der damaligen Vizebürgermeisterin und Verkehrsstadträtin Maria Vassilakou (Grüne) zwei Studien in Auftrag gegeben, eine durch ein international besetztes Expertenkomitee, die andere bei der Technischen Universität Wien (TU Wien). Die Expertenkommission sah keine Alternative zum Bau, die TU empfahl, vom Bau abzusehen. Beide Kommissionen sahen eine relevante Wirkung zur Abnahme von Verkehr nur durch massive Investition in öffentliche Verkehrsmittel und weitere Maßnahmen wie z. B. verstärkte Parkraumbewirtschaftung gegeben.
Der geplante Bau des Tunnels bzw. des Teilstücks Schwechat bis Süßenbrunn sollte die Ost-Umfahrung von Wien ermöglichen. Die Ortskerne von Essling, Aspern, Groß-Enzersdorf und Raasdorf sollten vom Durchzugsverkehr entlastet werden und Umwege über die A4 und A23 wegfallen. Allerdings sollen in diesem Kontext weiterhin die geplante Marchfeld Schnellstraße (S8) und Stadtentwicklungsprojekte in der stark wachsenden Donaustadt an das hochrangige Straßennetz angebunden werden.

## Technik

### Trasse
Vom Knoten Schwechat hätte die projektierte Trasse oberirdisch etwa 500 Meter verlaufen sollen. Der Tunnel begänne dann südlich des Alberner Hafens. Von dort würde sie die Donau, die Neue Donau und den Ölhafen Lobau queren. Im Anschluss sollten fast vier Kilometer des Nationalparks Donau-Auen im Bereich Lobau untertunnelt werden. Nach einem weiteren Kilometer Tunnel hätte die geplante Trasse zwischen Essling und Groß-Enzersdorf bei der geplanten Anschlussstelle Essling geendet. Die nördliche Fortsetzung bis Süßenbrunn repräsentiert ein gesondertes Projekt.

### Bauweise
Der Tunnel sollte in 60 Metern Tiefe verlaufen und eine Betonschale von einem Meter Stärke besitzen. Damit sollte eine Beeinflussung des Grundwassers unmöglich sein. Von den ca. 8300 Tunnelmetern waren ca. 6000 als Schildvortrieb geplant. Die 7 großen und 16 kleinen Querschläge, damit sind die direkten Verbindungen zwischen den Röhren gemeint, sollten unter Vereisung des Bodens gebaut werden. Die Umweltorganisation Virus spricht hingegen von einer Tiefe von 43 respektive 13 Metern gemessen an der Oberkante der Tunnel.

### Kurzporträt
- Ausführung: 2 Röhren mit je zwei Fahrstreifen und je einem Pannenstreifen
- Achsabstand der Tunnelröhren: 52 m
- Innendurchmesser der Tunnelröhren: 12,3 m
- Querschläge: 7 große und 16 kleine
- Gesamtlänge: 8,20 km
- Max. Überlagerung: 60 m
- Lüftung: Querlüftung, Versorgung über zwei Schächte

## Etappen
- 2002: Erste Entwurfsplanung der Wiener Stadtregierung, erste Kostenrechnung der ASFINAG
- 2009: Beginn des UVP-Verfahrens
- 2015: Positiver Bescheid der UVP durch das BMVIT (heute Bundesministerium für Klimaschutz, Umwelt, Energie, Mobilität, Innovation und Technologie)
- 2018: Positiver UVP-Bescheid in zweiter Instanz bestätigt
- 2021: Ankündigung der Verkehrsministerin, das Projekt nicht weiter zu verfolgen
- 2022: Ankündigung der Ministerin Gewessler, den Tunnel aus dem Bundesstraßengesetz streichen zu wollen
- 2025: Veröffentlichung der Strategischen Prüfung Verkehr mit Empfehlung der Streichung aus dem Bundesstraßengesetz

## Projektstatus
Die S 1 ist einschließlich des Abschnitts zwischen dem Knoten Schwechat und dem Knoten Wien/Süßenbrunn im Bundesstraßengesetz verzeichnet.
2015 wurde die Umweltverträglichkeitsprüfung mit Bescheid positiv abgeschlossen. Damals rechnete die ASFINAG mit einem Baubeginn im Jahr 2018. Eine Bestätigung des Bescheides unter weiteren Auflagen durch das BVwG erfolgte 2018.
Im Juli 2021 wurde bekanntgegeben, dass das Projekt hinsichtlich der Umweltverträglichkeit vom zuständigen Bundesministerium für Klimaschutz, Umwelt, Energie, Mobilität, Innovation und Technologie neu evaluiert wird. Am 1. Dezember 2021 verkündete die Verkehrsministerin Leonore Gewessler in einer Pressekonferenz, dass durch die Ergebnisse der Evaluierung des ASFINAG-Bauprogramms der Bau des Lobautunnels endgültig gestoppt werde. Der gesamte geplante Südabschnitt der S1-Ostumfahrung samt Lobautunnel ist vom Bauende betroffen. Der Nordabschnitt der S1-Ostumfahrung (Essling – Süßenbrunn) wird nicht in der geplanten Form umgesetzt, es sollen jedoch im Zusammenhang mit der Errichtung der Marchfeld Schnellstraße Alternativen geplant werden. Der Wiener Bürgermeister Michael Ludwig (SPÖ), die ÖVP und die FPÖ kritisierten die Entscheidung als Schlag gegen die Bevölkerung, während die Wiener NEOS und Grüne die Entscheidung begrüßten. Doch auch innerhalb der SPÖ gibt es Gegner des Baus, so zeigte sich die Jugendorganisation SJ Wien erfreut über Gewesslers Absage, was auch zu kritischen Anträgen im folgenden SPÖ-Parteitag führte.
Die Umweltorganisation Virus machte in einer Aussendung am 7. Dezember 2021 darauf aufmerksam, dass sechs der sieben erteilten Bewilligungen beim Bundesverwaltungsgericht anhängig seien.
Ende September 2022 wurde bekannt, dass Leonore Gewessler eine „vertiefende Prüfung“ einleiten werde. Am 5. Februar 2025 wurde das Ergebnis zur „Strategischen Prüfung Verkehr“ (SP-V) vorgelegt, in dem eine Streichung des Projekts aus dem Gesetz empfohlen wurde.

## Kritik

### Grundwasser
Die zu durchörternden Gebiete sind nach Angaben des Biologen Bernd Lötsch teilweise durch Altlasten verseucht. Durch den Bau könnten Schadstoffe mobilisiert werden.
Projektgegner sehen zudem das Problem einer Grundwasserabsenkung.
Befürworter des Projekts sind der Auffassung, diese wäre sehr unwahrscheinlich, weil erhebliche Grundwasserveränderungen ohnehin auch aus wirtschaftlichen und technischen Gründen jedenfalls zu vermeiden wären. Positive Projekterfahrungen in ähnlichen Untergründen wären durchwegs vorhanden. Moderne Bauweisen, wie das Bauen unter Überdruck oder mittels Vereisungen, kämen ohne gefährliche Schadstoffe und ohne die unwirtschaftliche Grundwasserabsenkung aus. Auch wären die geologischen Bedingungen für eine unbeabsichtigte und ständige Absenkung im Bereich der Lobau nicht gegeben. Die Weltnaturschutzunion IUCN warnte 2021, dass der Bau des Lobautunnels dazu führen könnte, dass dem Nationalpark Donau-Auen die internationale Anerkennung entzogen würde, und forderte die österreichischen Behörden auf nachzuweisen, dass das Bauprojekt keine negativen Auswirkungen auf den Nationalpark haben wird.

### Boden- und Landschaftsschutz
Der Bau des Nord- und Südabschnitt der geplanten S 1, der S 1-Spange und der Stadtstraße würde nach Angaben von Greenpeace in Wien und Niederösterreich 220 Hektar Bodenfläche dauerhaft versiegeln, von der 178 Hektar derzeit landwirtschaftlich genutzt werden.  Das Umweltbundesamt gibt im Bericht zur Evaluierung die dauerhafte Flächeninanspruchnahme für den Abschnitt Schwechat – Süßenbrunn der S 1 mit 156,87 ha an.
Der Verkehrsplaner Reinhard Seiß warnte im Rahmen einer Veranstaltung der Umweltorganisation Forum Wissenschaft & Umwelt im August 2021, der Regionenring führe dazu, den Standort der ländlichen Gegend weiter zu entleeren. Das werde in weiterer Folge dazu führen, dass der Handel aus den Ortszentren wegzieht und sich an den Autobahnausfahrten ansiedelt.

### Zunahme der Verkehrsstärke
Ein weiterer Kritikpunkt ist der in Studien prognostizierte induzierte Verkehr. Würde von der Politik nicht gehandelt, ergab die Studie der TU, würden bis 2030 um 77.000 Autos mehr auf der Tangente fahren als mit Bau des Tunnels und massivem Ausbau des öffentlichen Verkehrs. Dass zugleich von 65.000 Autos auf der neuen Strecke ausgegangen wird und der Tunnel damit hauptsächlich eine Verlagerung, aber nur eine geringe Entlastung des Verkehrs insgesamt bewirke, betonte die Studie ebenfalls. Außerdem würde sich der Verkehr von den entlasteten Gebieten auf andere Straßen im Stadtgebiet verlagern, was zu zusätzlichen Problemen führen würde. In ihrem Koalitionsabkommen hat die Stadtregierung aus SPÖ und NEOS 2019 angekündigt, die CO2-Belastung durch den Verkehr bis 2030 zu halbieren und die Zahl der PKW-Einpendler nach Wien ebenfalls um die Hälfte zu verringern. Die SPÖ bringt das Argument, durch die Umfahrung Wiens den Durchzugsverkehr aus der Stadt zu bekommen. Doch hat eine Kordonstudie aus dem Jahr 2010 ergeben, dass gerade einmal acht Prozent der Fahrten über die Stadtgrenze Wien queren und Ziele außerhalb von Wien ansteuern, nur vier davon queren dazu die Donau. Barbara Laa von der TU geht davon aus, dass der Lobautunnel Transitfahrten durch den Raum Wien attraktiver machen würde, statt sie abzuhalten.

## Alternativen
Als Alternative für den Bau wurden verschiedene Szenarien entworfen. Bereits die Studien, die sich für den Bau des Lobautunnels aussprachen, sahen eine nachhaltige Verkehrsentlastung nur mit paralleler Einführung des Parkpickerls in allen Wiener Bezirken und einem starken Ausbau der öffentlichen Verkehrsmittel vor. Mit 2022 ist in allen Wiener Bezirken ein Parkpickerl notwendig, das nur erworben werden kann, wenn ein Hauptwohnsitz im Bezirk gemeldet ist. Damit soll auch Pendeln mit PKW innerhalb der Stadtgrenzen erschwert werden. Weiters wird der viergleisige Ausbau der Ostbahnbrücke, Taktverdichtung und Ausbau der S80 sowie das Vorziehen des schon projektierten Ausbaus der Straßenbahnlinien 25 und 27 empfohlen. Die SJ Wien forderte, dass die durch die Absage des Tunnels frei werdenden Milliarden für den Ausbau des Öffentlichen Verkehrs verwendet werden. Um 2 Milliarden Euro könnten mindestens 100 Kilometer Straßenbahnschienen verlegt werden. Derzeit sind laut Wiener Linien alle Gleise der Stadt 172 Kilometer lang.